# Форт-Саскачеван
Форт-Саскачеван (англ. Fort Saskatchewan) — місто в Канаді, у провінції Альберта, у складі спеціалізованого муніципалітету Страткона.

## Населення
За даними перепису 2016 року, місто нараховувало 24149 осіб, показавши зростання на 26,8 %, порівняно з 2011-м роком. Середня густина населення становила 501,3 осіб/км².
З офіційних мов обидвома одночасно володіли 1 405 жителів, тільки англійською — 22 395, тільки французькою — 15, а 60 — жодною з них. Усього 1,665 осіб вважали рідною мовою не одну з офіційних, з них 5 — одну з корінних мов, а 180 — українську.
Працездатне населення становило 13 940 осіб (73,9 % усього населення), рівень безробіття — 7,4 % (7,9 % серед чоловіків та 6,8 % серед жінок). 91,8 % осіб були найманими працівниками, а 7,1 % — самозайнятими.
Середній дохід на особу становив $67 231 (медіана $52 464), при цьому для чоловіків — $89 973, а для жінок $43 826 (медіани — $77 802 та $34 342 відповідно).
30,6 % мешканців мали закінчену шкільну освіту, не мали закінченої шкільної освіти — 13,6 %, 55,8 % мали післяшкільну освіту, з яких 24,1 % мали диплом бакалавра, або вищий, 30 осіб мали вчений ступінь.
| Статево-вікова структура населення | Статево-вікова структура населення | Статево-вікова структура населення | Статево-вікова структура населення | Статево-вікова структура населення |
| ---------------------------------- | ---------------------------------- | ---------------------------------- | ---------------------------------- | ---------------------------------- |
|                                    |                                    |                                    |                                    |                                    |
| Всього                             | Всього                             | 50,8%49,2%                         |                                    |                                    |
| 0 — 14 років                       | 0 — 14 років                       |                                    | 20,3%                              | 20,3%                              |
| 15 — 64 років                      | 15 — 64 років                      |                                    | 68,6%                              | 68,6%                              |
| 65 і більше                        | 65 і більше                        |                                    | 11,1%                              | 11,1%                              |
| 85 і більше                        | 85 і більше                        |                                    | 1,5%                               | 1,5%                               |
| Середній вік (років)               | Середній вік (років)               | 35,737,0                           | 36,3                               | 36,3                               |
| Медіана (років)                    | Медіана (років)                    | 34,034,9                           | 34,4                               | 34,4                               |
| — чоловіки — жінки                 |                                    |                                    |                                    |                                    |

| Походження мешканців:     | Походження мешканців:     | Походження мешканців: | Походження мешканців: | Походження мешканців: |
| ------------------------- | ------------------------- | --------------------- | --------------------- | --------------------- |
| Походження                |                           |                       | осіб                  | %                     |
| Корінні американці        | Корінні американці        |                       | 1 870                 | 7.74%                 |
| Інше північноамериканське | Інше північноамериканське |                       | 8 330                 | 34.49%                |
| Європейське               | Європейське               |                       | 17 850                | 73.92%                |
| британське                | британське                |                       | 11 280                | 46.71%                |
| французьке                | французьке                |                       | 3 620                 | 14.99%                |
| українське                | українське                |                       | 3 765                 | 15.59%                |
| Латинськоамериканське     | Латинськоамериканське     |                       | 130                   | 0.54%                 |
| Карибське                 | Карибське                 |                       | 160                   | 0.66%                 |
| Африканське               | Африканське               |                       | 200                   | 0.83%                 |
| Азійське                  | Азійське                  |                       | 1 330                 | 5.51%                 |
| Океанійське               | Океанійське               |                       | 35                    | 0.14%                 |

| Зайнятість населення за галузями (за класифікацією NOC): | Зайнятість населення за галузями (за класифікацією NOC): | Зайнятість населення за галузями (за класифікацією NOC): | Зайнятість населення за галузями (за класифікацією NOC): | Зайнятість населення за галузями (за класифікацією NOC): |
| -------------------------------------------------------- | -------------------------------------------------------- | -------------------------------------------------------- | -------------------------------------------------------- | -------------------------------------------------------- |
|                                                          |                                                          |                                                          |                                                          |                                                          |
| Управління                                               | Управління                                               |                                                          | 9,8%                                                     | 9,8%                                                     |
| Бізнес, фінанси та адміністрування                       | Бізнес, фінанси та адміністрування                       |                                                          | 14,1%                                                    | 14,1%                                                    |
| Природничі та прикладні науки                            | Природничі та прикладні науки                            |                                                          | 7%                                                       | 7%                                                       |
| Охорона здоров'я                                         | Охорона здоров'я                                         |                                                          | 5,5%                                                     | 5,5%                                                     |
| Освіта, правозахист, муніципальні та урядові служби      | Освіта, правозахист, муніципальні та урядові служби      |                                                          | 11,2%                                                    | 11,2%                                                    |
| Мистецтво, культура, відпочинок та спорт                 | Мистецтво, культура, відпочинок та спорт                 |                                                          | 1,7%                                                     | 1,7%                                                     |
| Роздрібна торгівля та послуги                            | Роздрібна торгівля та послуги                            |                                                          | 19,5%                                                    | 19,5%                                                    |
| Гуртова торгівля, транспорт та обладнання                | Гуртова торгівля, транспорт та обладнання                |                                                          | 22,9%                                                    | 22,9%                                                    |
| Природні ресурси, сільське господарство                  | Природні ресурси, сільське господарство                  |                                                          | 2,5%                                                     | 2,5%                                                     |
| Виробництво                                              | Виробництво                                              |                                                          | 5,8%                                                     | 5,8%                                                     |

## Клімат
Середня річна температура становить 2,5°C, середня максимальна – 21,3°C, а середня мінімальна – -21,2°C. Середня річна кількість опадів – 455 мм.
| Клімат поселення                              | Клімат поселення | Клімат поселення | Клімат поселення | Клімат поселення | Клімат поселення | Клімат поселення | Клімат поселення | Клімат поселення | Клімат поселення | Клімат поселення | Клімат поселення | Клімат поселення | Клімат поселення |
| Показник                                      | Січ.             | Лют.             | Бер.             | Квіт.            | Трав.            | Черв.            | Лип.             | Серп.            | Вер.             | Жовт.            | Лист.            | Груд.            |                  |
| Середній максимум, °C                         | −8,2             | −4,25            | 1,33             | 10,48            | 17,23            | 21,26            | 21,12            | 20,51            | 15,37            | 9,58             | −0,31            | −7,16            |                  |
| Середня температура, °C                       | −14,68           | −10,73           | −5,16            | 4,00             | 10,75            | 14,77            | 16,40            | 15,78            | 10,63            | 4,85             | −5,04            | −11,9            |                  |
| Середній мінімум, °C                          | −21,16           | −17,22           | −11,66           | −2,49            | 4,27             | 8,29             | 11,65            | 11,04            | 5,89             | 0,13             | −9,77            | −16,62           |                  |
| Норма опадів, мм                              | 24               | 13               | 17               | 23               | 45               | 82               | 91               | 57               | 40               | 21               | 23               | 19               |                  |
| Середньомісячна швидкість вітру, м/с          | 3.06             | 3.10             | 3.28             | 3.60             | 3.60             | 3.20             | 3.00             | 2.90             | 3.00             | 3.30             | 3.20             | 3.10             |                  |
| Середньомісячна сонячна радіація, кДж/м²·день | 3379             | 6854             | 12210            | 17356            | 20538            | 21830            | 22092            | 18489            | 12541            | 7393             | 3684             | 2395             |                  |
| --------------------------------------------- | ---------------- | ---------------- | ---------------- | ---------------- | ---------------- | ---------------- | ---------------- | ---------------- | ---------------- | ---------------- | ---------------- | ---------------- | ---------------- |
| Джерело:                                      |                  |                  |                  |                  |                  |                  |                  |                  |                  |                  |                  |                  |                  |

## Відомі особистості
В поселенні народився:
- Джошуа Кутрик (* 1982) — канадський військовий пілот, пілот-випробувач, астронавт.

## Галерея

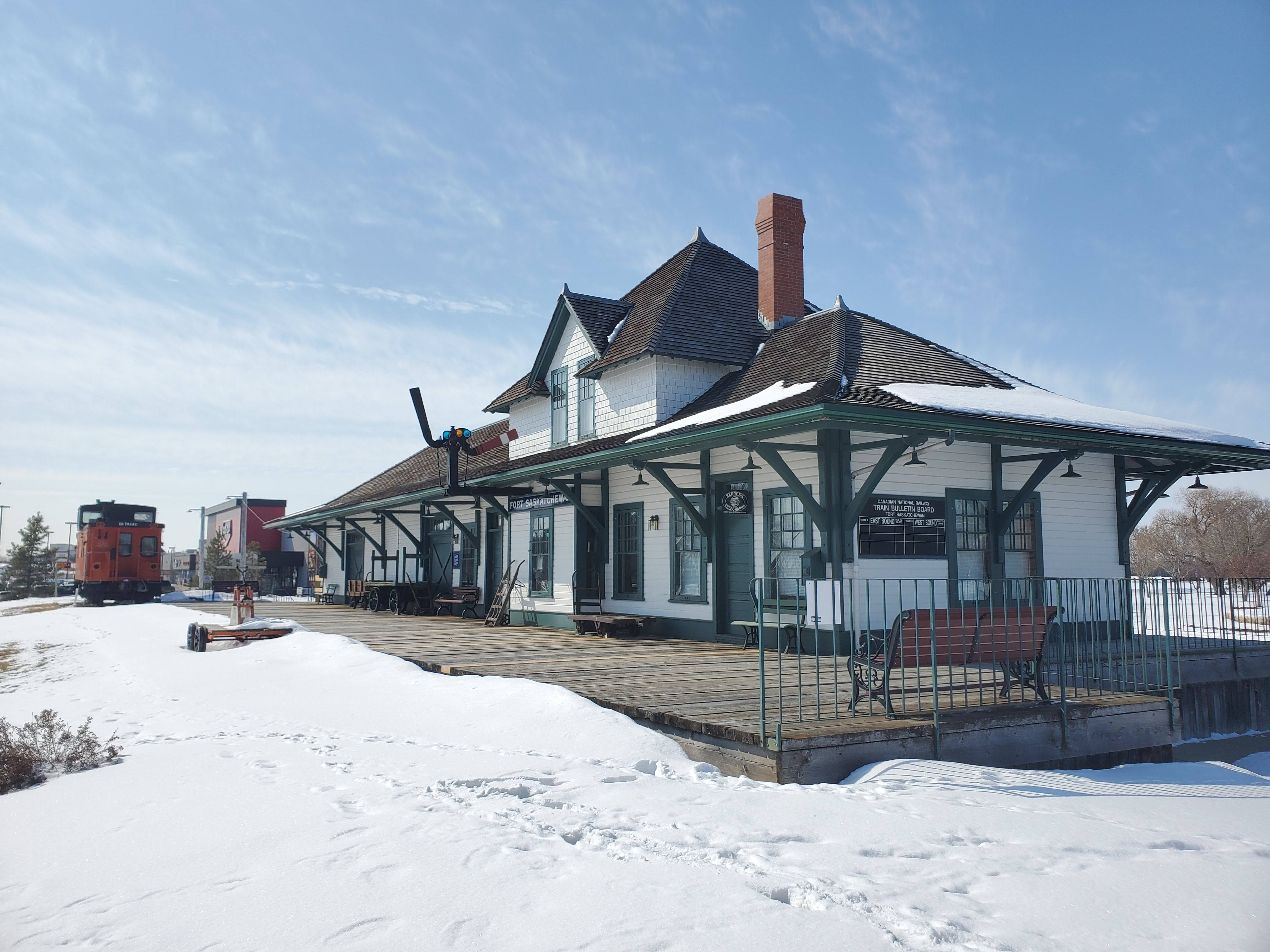
Залізнична станція
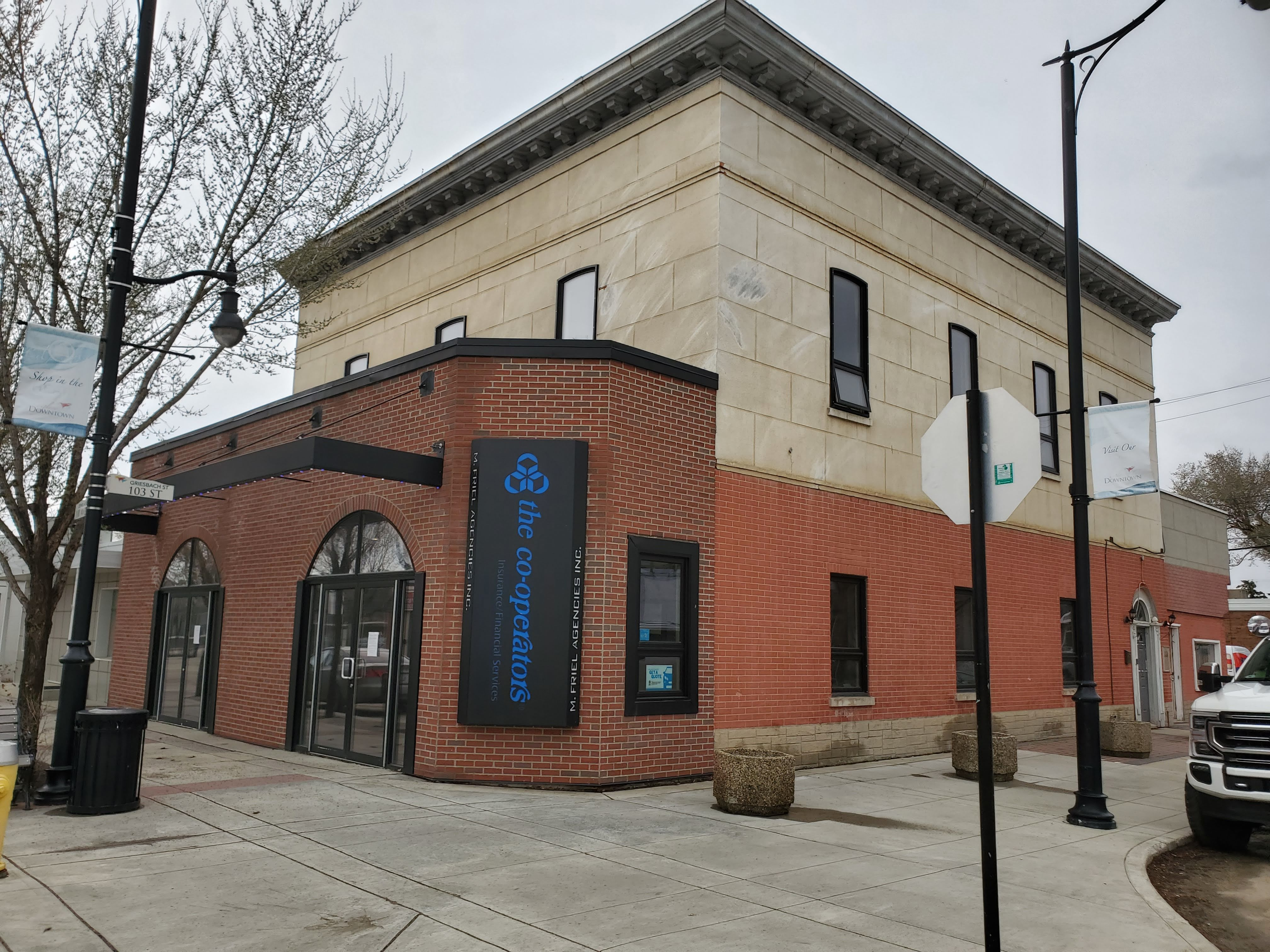
Колишня пожежна станція та міська ратуша
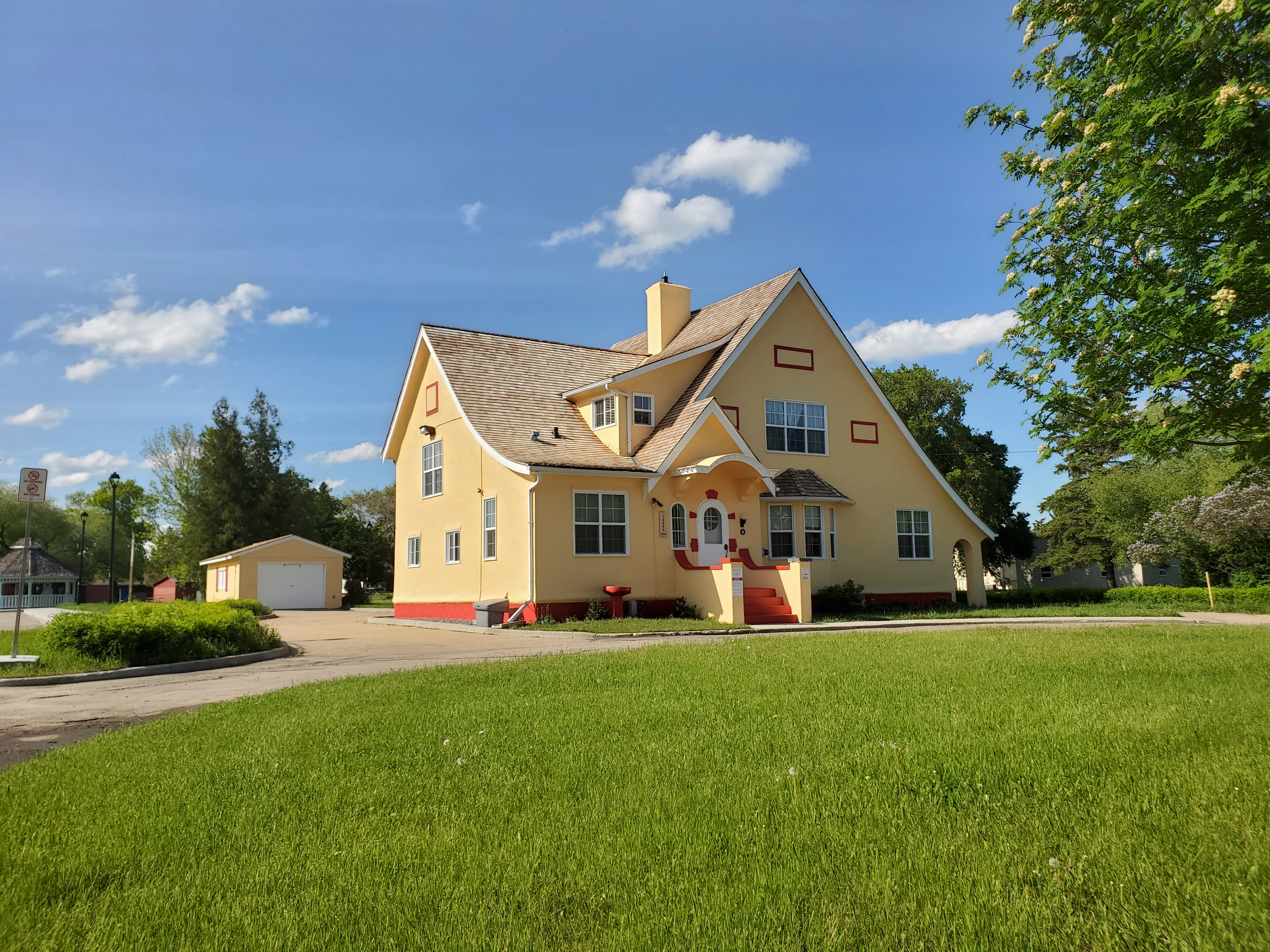
Колишній будинок начальника в'язниці